# Salve (artillerie)
Pour les articles homonymes, voir Salve.

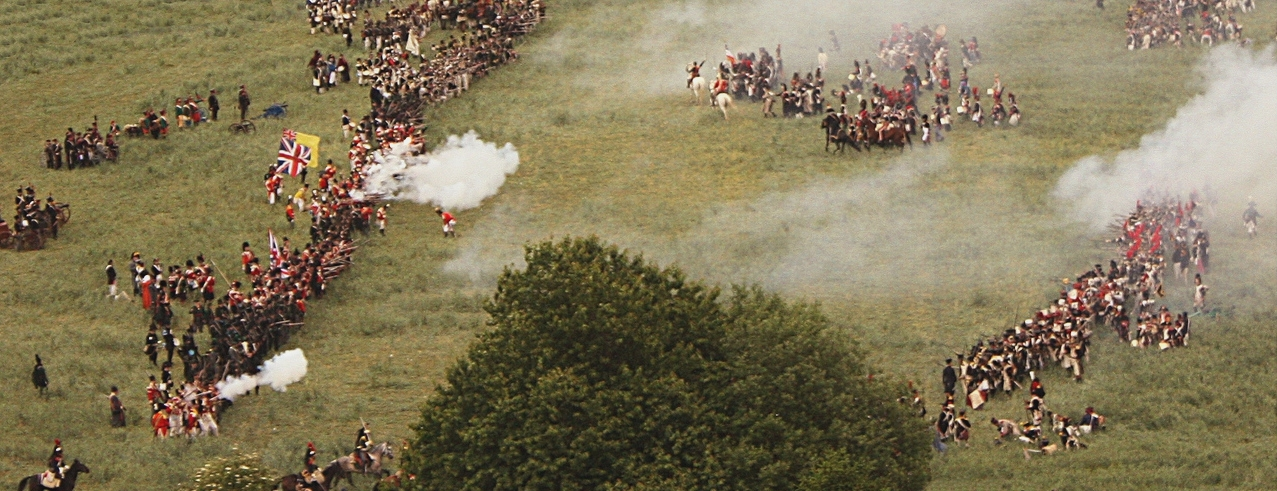
Une reconstitution de la bataille de Waterloo (20 juin 2010) : les salves de tirs de l'infanterie, bien plus que celles de l'artillerie, enveloppent le champ de bataille d'un épais nuage de fumée.

De manière générique, une salve est un ensemble d'éléments émis de manière groupée et collimatée par une source. Le terme réfère initialement à l'artillerie où la salve est une suite de coups tirée d'affilée par plusieurs armes ou simultanément par un groupe de tireurs à l'aide d'armes à feu (à ne pas confondre avec une rafale, qui est émise par une seule arme) .
Les salves sont notamment utilisées pour saluer (salve en latin signifie salut) une personnalité ou commémorer un évènement.

## Utilisation en science
Dans le domaine de la science, la salve correspond à un ensemble particules ou d'ondes émises par un appareil :
- salve d'ultrasons (émis par un transducteur)
- salve d'ondes/particules électromagnétiques (émises par un laser[1] ou un synchrotron)
- salve d'impulstion (émises par générateur de signal ou d'impulsion)

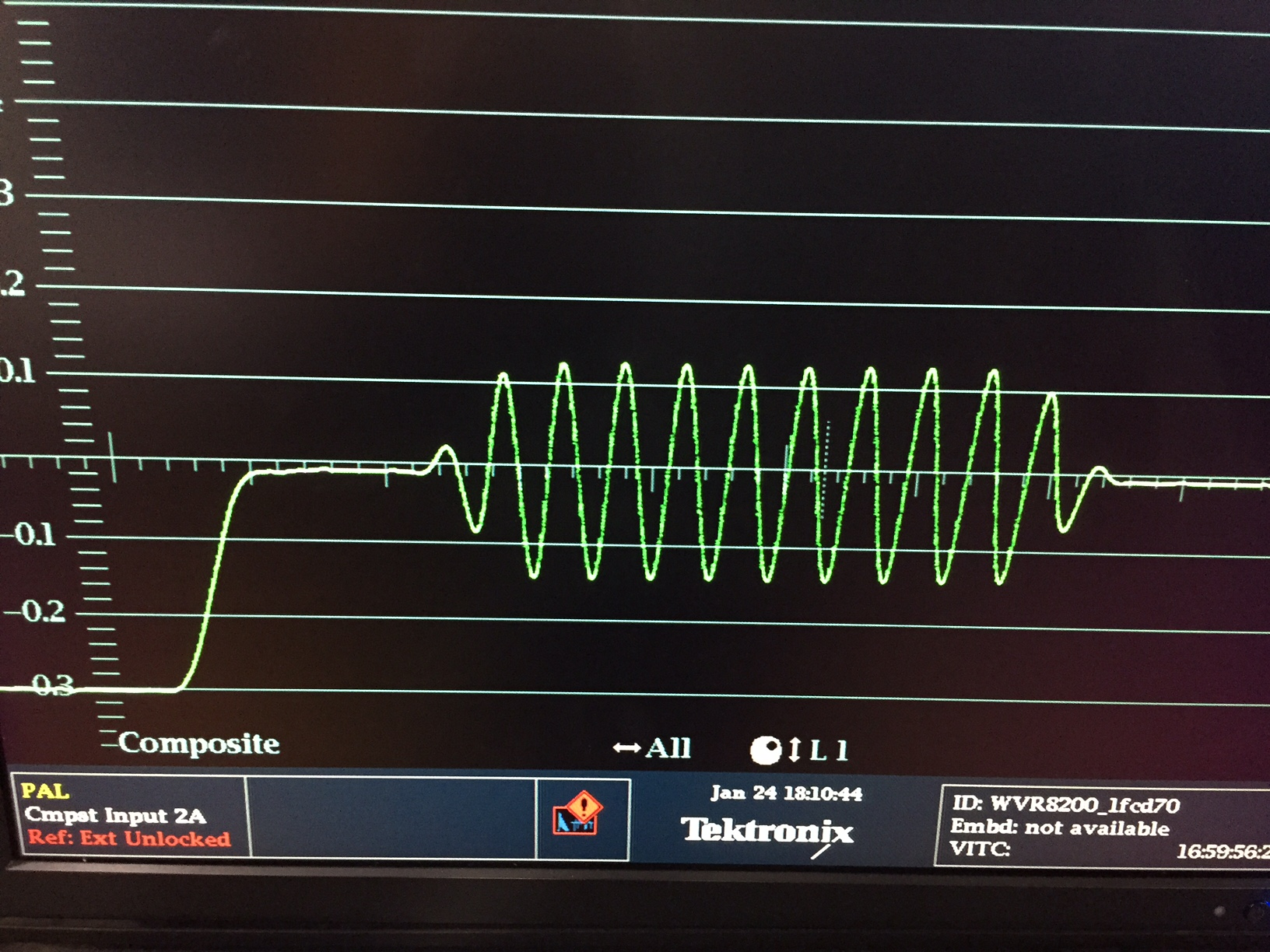
salve d'ondes visualisées sur un oscilloscope